# Ecole de combat d'infanterie (British Army)
L'école de combat d'infanterie, Brecon (the Infantry Battle School) est un établissement d'entraînement de l'armée de Terre Britannique à Dering Lines à Brecon, au Pays de Galles. 

## Histoire
L'école de combat d'infanterie a été créée à Brecon en 1939 au début de la Seconde Guerre mondiale. Le régiment de parachutistes y a constitué un camp de bataille en 1961 qui a fut absorbé par l'unité d'entraînement tactique de l'école d'infanterie en 1976. L'école fut réaménagée en 1995. La formation est dispensée aux officiers et sous-officiers par des instructeurs classés dans le tiers supérieur par l'armée britannique. 